# Gutowo-Górki
Gutowo-Górki – wieś w Polsce położona w województwie mazowieckim, w powiecie sierpeckim, w gminie Zawidz. Ma status sołectwa. Leży nad Sierpienicą.
| SIMC    | Nazwa       | Rodzaj    |
| ------- | ----------- | --------- |
| 0579490 | Chorzewo    | część wsi |
| 1056592 | Gutowo Orle | część wsi |

W latach 1975–1998 miejscowość administracyjnie należała do województwa płockiego.